# DJ GEORGIA
DJ GEORGIA（ディージェイ・ジョージア、本名：原 尭博、1984年8月20日 - ）は、DJ、音楽プロデューサー・リミキサー・デザイナー、トラックメイカー。広島県三原市出身（出生地は神奈川県）。CLIFF EDGEのメンバー。血液型B型。

## 略歴
幼少時代を広島で過ごし、小学校の時に母親の影響で聞いたCHAGE and ASKAに影響を受ける。学生の頃から情に熱い、仲間に慕われる性格で、中学生の時からいくつものバンドのギタリスト兼ソングライターとしての活動を開始。
ロック・J-POP・ファンク・ジャズ・ミクスチャー・ロック・ニュー・メタルなど様々なジャンルのギタリストとしての活動がミュージシャンとしての起源となっている。16歳の時にギター一本をかついで上京。同時にDJ活動を開始。クラブでのプレイスタイルはR&Bを得意とするが、客層にあわせたオールラウンドなプレイをしている。2003年に加入したユニット、CLIFF EDGEのDJ、トラックメイカー、プロデューサーとして活動を本格化。様々なアーティストへの楽曲提供、プロデュース、リミックスを手がける一方、アーティストやアパレルブランドのホームページやCDジャケット・チラシ・広告などのデザインを制作するなど、マルチな才能を見せている。

## ディスコグラフィ

### アルバム
- Sweet Grande mixed by DJ GEORGIA （2010年3月17日） - MIX CD
- Sweet Grande 2 mixed by DJ GEORGIA （2011年8月3日） - MIX CD
- Sweet Grande 3 mixed by DJ GEORGIA （2014年1月29日） - MIX CD

## 主な楽曲提供・作詞・作曲・プロデュース作品
- NATURAL8『GOLDEN SHUFFLE』 （2007年5月25日）

4. Message (Interlude)
- NATURAL8『GOLDEN REMIX』 （2008年1月1日）

8. LIV & DIE (The Night In The Mood Remix）
- NATURAL8『GOLDEN SHUFFLE II』 （2008年4月2日）

6.Go Ahead (Interlude)
11.Dynasty (Interlude)
- CLIFF EDGE『VOYAGE』 （2009年6月10日）

4.Interlude 〜C.E voyage〜
6.HAPPY MANIA feat. C&K
7.Feelin’ U feat. CHiE (Foxxi misQ)
- KAHORI『myself』 （2009年6月24日）

1.FRIENDS
- DESTINO『Ride or Die』 （2010年1月27日）

8. FOR FAMILIA feat. CIMBA
- CLIFF EDGE『for you』 （2010年2月10日）

5. Remind of You
6. One Stage -interlude-
7. Back Stage Pass feat. LISA
10. One Kiss -interlude-
11. Feelin’ U feat. CHiE (Foxxi misQ)
- CLIFF EDGE『Re:BIRTH』 （2010年9月8日）

9. THE ONE feat. ALL LOVE
10. DJ GEORGIA presents CLIFF EDGE "LOVE♥WORDS" Non Stop Mix
- Sweet Licious『Sweet Licious』 （2010年10月6日）

5. キラキラ ☆ LADY feat. Lisa Halim, jyA-Me
- 中村舞子『ANSWER』 （2011年1月2日）

5. GIRL
- CLIFF EDGE『Best of LOVE』 （2011年4月13日）

2. Best of LOVE 〜skit〜
7. Power of LOVE 〜skit〜
8. LOVE LOVE FEAVER
- 中村舞子『m-flo TRIBUTE 〜stitch the future and past〜』 （2011年4月20日）

9. let go
- CLIFF EDGE『LOVE Symphony』 （2011年10月12日）

2. PARTY RAP DANCE
6. C.E Symphony ~skit~
7. It's Show Time !!
10. PRAY feat. ALL LOVE
- jyA-Me 『Luv.Me』 （2011年11月30日）

5. Feel the beat feat. WISE
10. キラキラ☆LADY feat. Lisa Halim, jyA-Me
- Sweet Licious『Girlicious』 （2012年1月11日）

10. Love Again 〜永遠の世界〜 feat. shela
- CLIFF EDGE『CLIFF EDGE』 （2012年10月10日）

5. Million KISS 〜skit〜
6. KISS! KISS!! KISS!!!
8. 100万回のメリークリスマス
11. With… 〜skit〜
- jyA-Me『White Sweet Love feat. CLIFF EDGE』 （2012年11月14日）

2. Come with me
- jyA-Me『Follow. Me』 （2013年1月30日）

13. Come with me
- GIO『愛GIO』 (2013年3月6日)

9.さがしものは何ですか？？
- Lil'B『ナミダラブレター』(2013年3月13日)

4.ナミダラブレター
- CLIFF EDGE『THE BEST 〜You're the only one〜』 （2013年5月15日）

3.Time 〜skit〜
- 永野間美咲『Rose Castle』 （2013年5月29日）

1. 眠らないシンデレラ
4. HIBARI ~君との約束~
6. 夕日
7. Mama
- jyA-Me『With. Me –Duet Cover-』 (2013年8月7日)

4. I miss you ~時を越えて~ with 中村舞子
- adidas×SHOHEI×EYESCREAM.JP – 『Derrick Rose is Back』(2013年9月6日)

楽曲提供 Bloom
- CLIFF EDGE『PLATINUM HEARTS』 （2013年11月27日）

1. Opening 〜Time has come〜
6. SSS
11. Let’s Go! BRONCOS
- jyA-Me『This is. Me』 (2014年1月15日)

5. Power Of Music
- DJ GEORGIA『Sweet Grande 3 mixed by DJ GEORGIA』 （2014年1月29日）

1. Intro
2. The Light feat. Haruka Hummingbird
8. Come with me
16. ナミダラブレター
38. The Light feat. Haruka Hummingbird
- 譜久村聖『ロングラブレター/アニバーサリーはいらない』 （2025年4月23日）

1. ロングラブレター